# 3390 Demanet
3390 Demanet è un asteroide della fascia principale. Scoperto nel 1984, presenta un'orbita caratterizzata da un semiasse maggiore pari a 2,2526451 UA e da un'eccentricità di 0,1157338, inclinata di 3,38814° rispetto all'eclittica.